# Liefdesgesticht van mej. J.M. de Vries
Het Liefdesgesticht van mej. J.M. de Vries (ook wel Gesticht van Weldadigheid genoemd) is een hofje in de Noord-Hollandse stad Enkhuizen. Het hofje werd in 1849 gesticht uit naam van Johanna Margaretha de Vries. Het is gevestigd in de panden Torenstraat 38 en 40 en Westerstraat 73.

## Geschiedenis
Het hofje werd in 1849 gesticht uit een nalatenschap van mw. Johanna Margaretha de Vries. Zij liet haar drie panden, die samen een woning vormden, na en liet optekenen dat er een hofje in gesticht moest worden.
De Vries bleef haar leven lang ongehuwd en was tevens enig kind van Diderik Arnold de Vries en Cornelia Immagonda de Vries van Vossen. Beide ouders kwamen uit gegoede families en lieten hun geld na aan hun dochter. Met dit geld kon De Vries in 1846 1500 gulden doneren aan de Westerkerk om de vloer op te laten hogen. Daarnaast deed zij aan armenzorg. De Vries overleed op 55-jarige leeftijd en liet niet alleen het hofje na, maar ook het weeshuis kreeg 70.000 gulden. Door deze donatie konden arme wezen opgevangen worden in Enkhuizen zelf, in plaats van in de Koloniën van Weldadigheid in Drenthe.
Per testament werd de woning aan de Westerstraat omgevormd tot een tehuis voor arme mensen (bejaarden, zwakke lieden, weduwnaars en weduwes, met of zonder kinderen) die lid waren van de Hervormde Kerk. In totaal moesten er acht woningen in het tehuis komen. Een andere woning, in de Torenstraat, liet zij na aan haar dienstbode Elisabeth Hartman. Zij verzocht haar om haar graf bij te houden en om bij De Vries bijgezet te worden. In 2007 werd naar De Vries een straat in Enkhuizen vernoemd: de Johanna de Vriesstraat.
De drie panden waaruit het complex bestaat, zijn elk afzonderlijk aangewezen als rijksmonument.

## Exterieurs
De drie panden hebben elk een eigen vormgeving en worden hieronder ook apart besproken.

### Torenstraat 38
Torenstraat 38 heeft een trapgevel uit de 17e eeuw, maar de pui is uit de 18e eeuw.

### Torenstraat 40
Torenstraat 40 is een voormalig achterhuis. Het pand werd in de 18e eeuw gebouwd. De dakkapel is in de trant van de Lodewijk XV-stijl.

### Westerstraat 73
Het pand aan de Westerstraat heeft een sobere rechte gevel uit de 18e eeuw. Daar waar de gevel sober is, zijn de deur en het bovenlicht juist wel rijk bewerkt. Diederik de Vries liet de woning verbouwen in 1765, uit deze tijd stamt het grootste deel van de gevel. Boven de pui is in 1849 een gevelsteen aangebracht met daarop de stichting van het hofje.

## Interieur
De drie panden zijn met elkaar verbonden via één lange gang. Deze hal heeft een marmeren vloer en de wanden zijn gedecoreerd met stucwerk in sobere rococostijl. De rocailles vormen lijsten rondom blanco muren. Ook het plafond in de hal bij de deur aan de Westerstraat is gedecoreerd in Lodewijk XVe-stijl. Het plafond is verder sober en alleen voorzien van een lijst.
Westerstraat 73 is op de begane grond verdeeld in drie vertrekken. Het middelste vertrek heeft een eenvoudige schouw met daarboven een allegorische voorstelling. In het daarachter gelegen vertrek, is de zogenaamde pachtkamer gevestigd. Bij andere hofjes wordt dit de regentenkamer genoemd. Deze ruimte heeft een marmeren schoorsteenmantel en door de hele kamer beschilderd behang met landschappen.

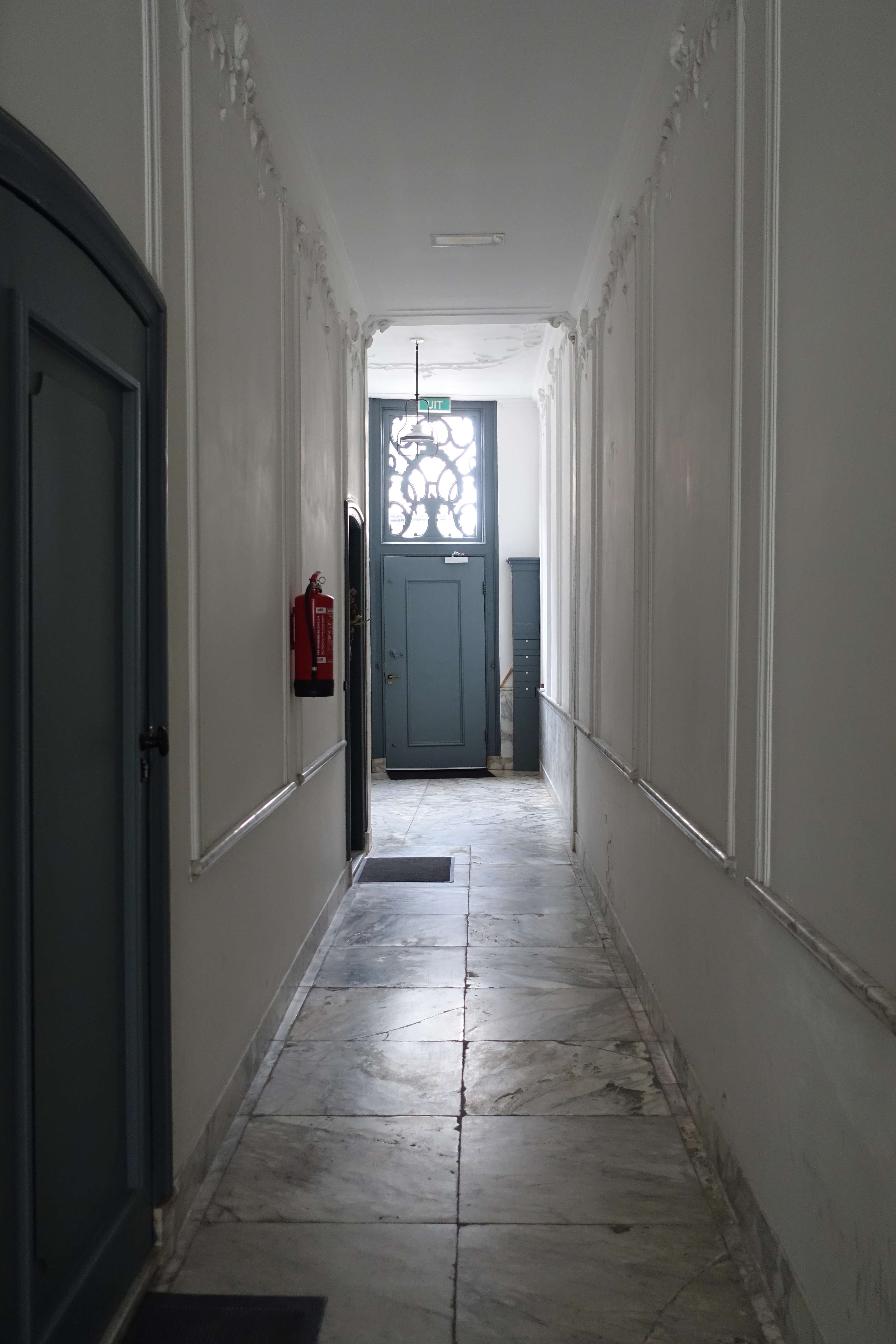
De hal tussen Westerstraat 73 en Torenstraat 40
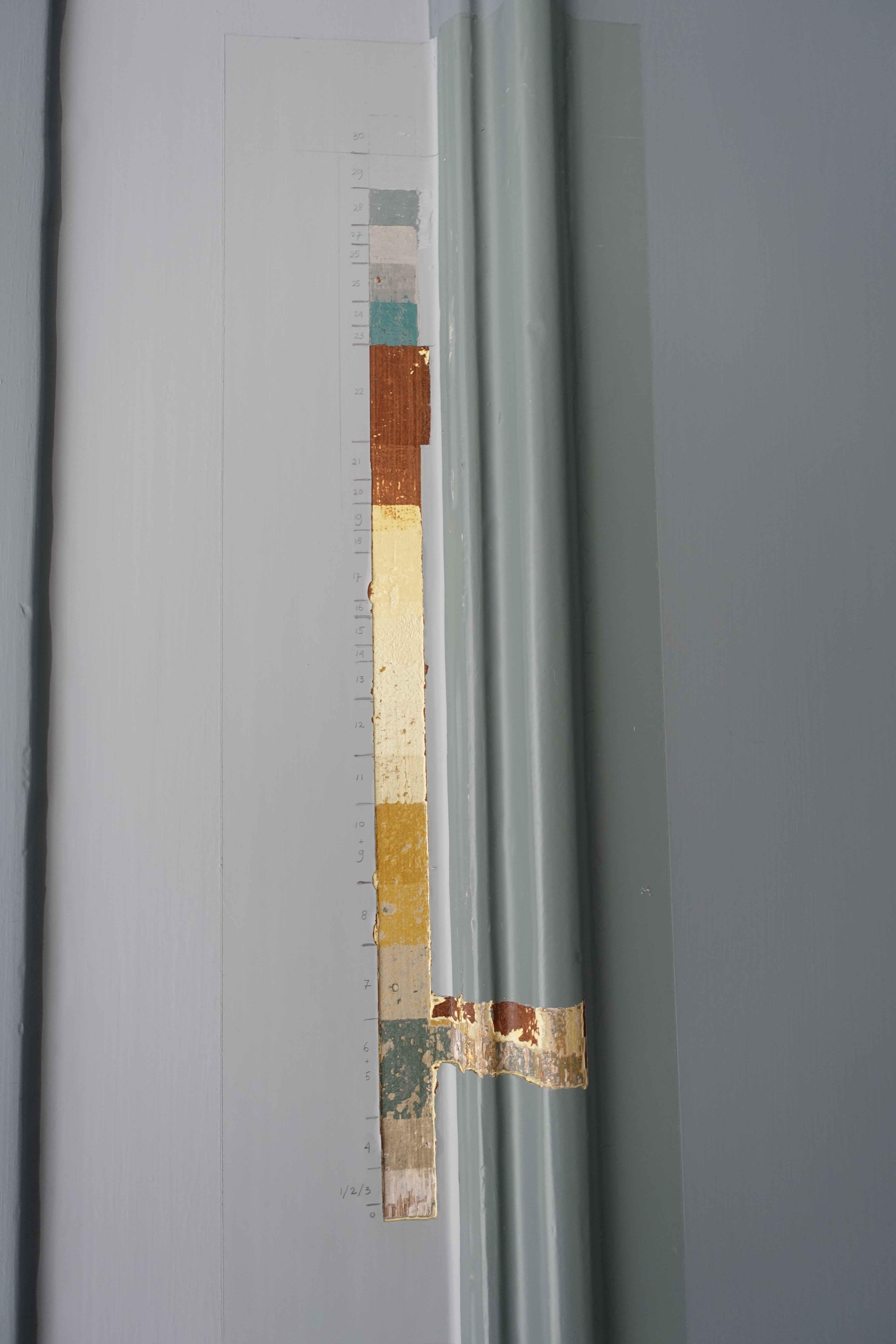
Een kleurtrap op een van de deurkozijnen
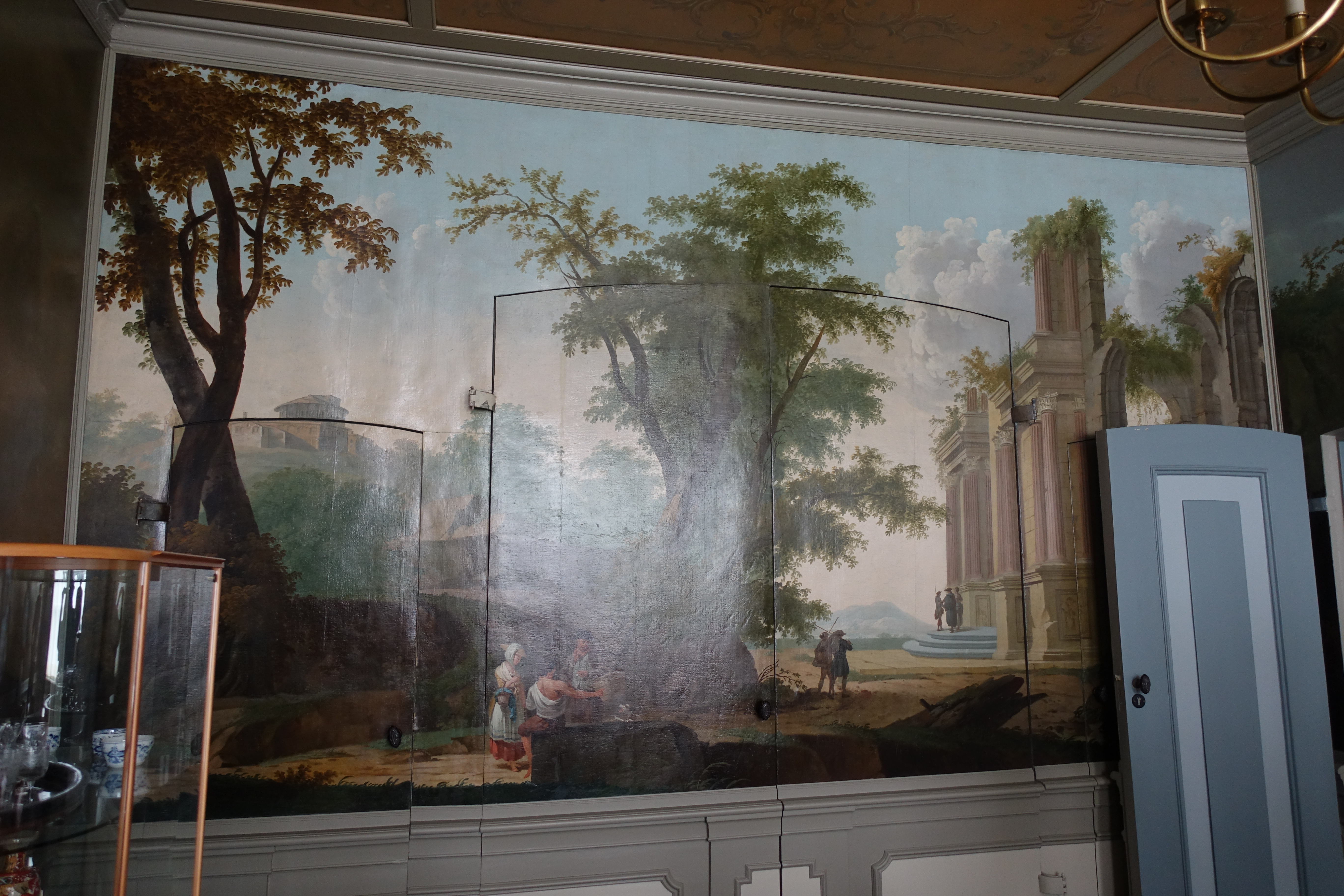
Beschilderd behang in de achterkamer (pachtkamer) van Westerstraat 73
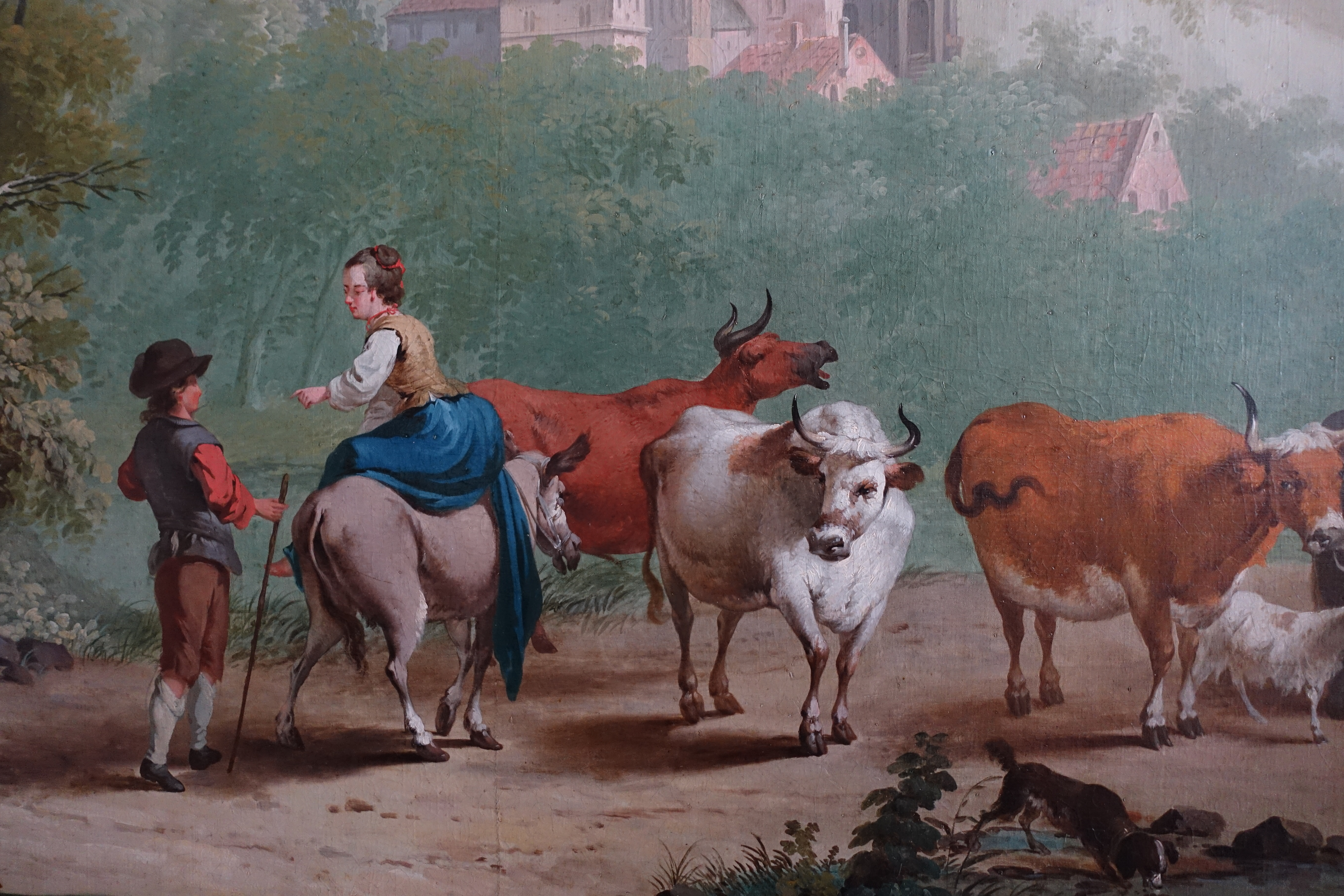
Detail van beschilderd behang, de koeien staan symbool voor de rijkdom van de stad Enkhuizen
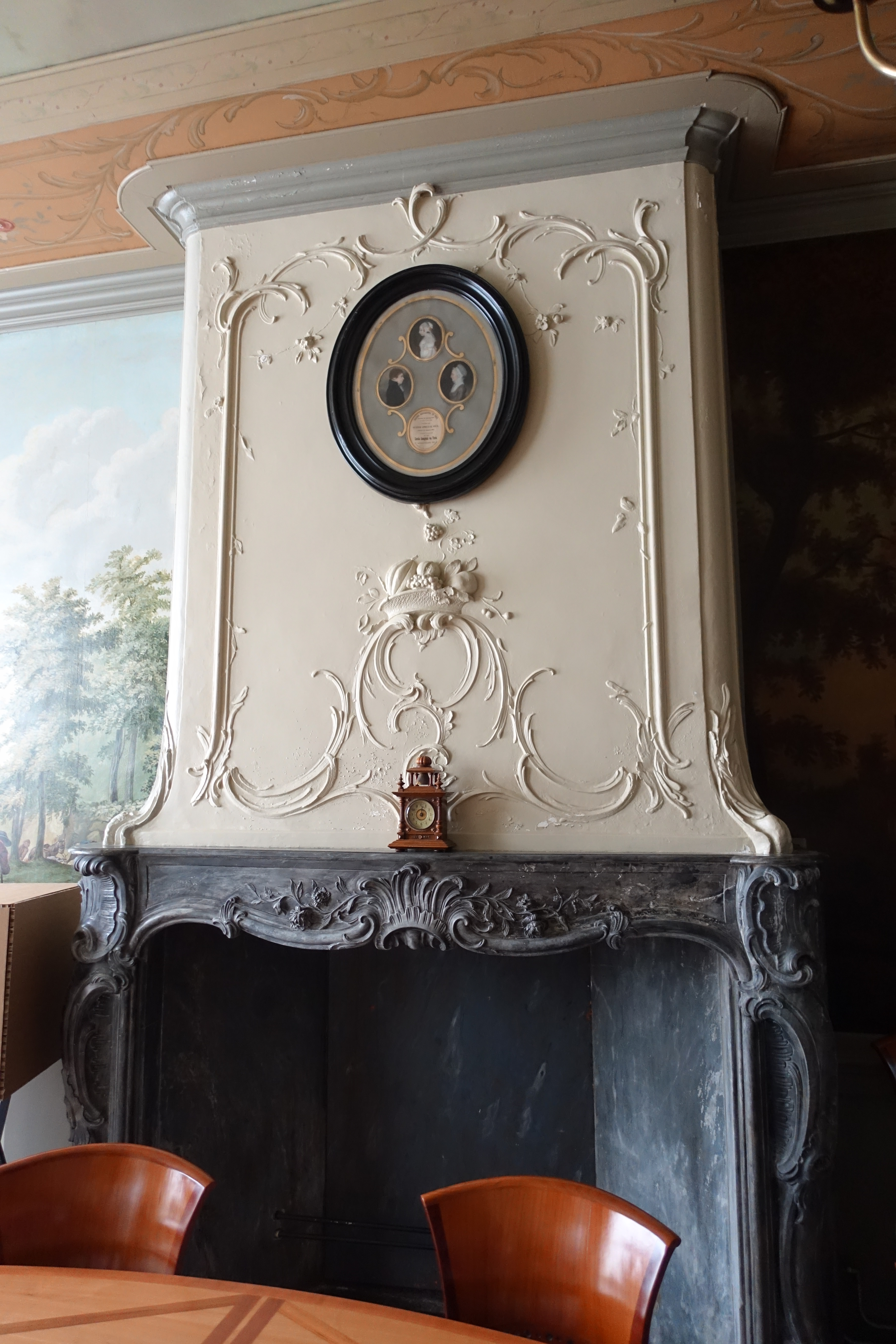
Haard in de pachtkamer
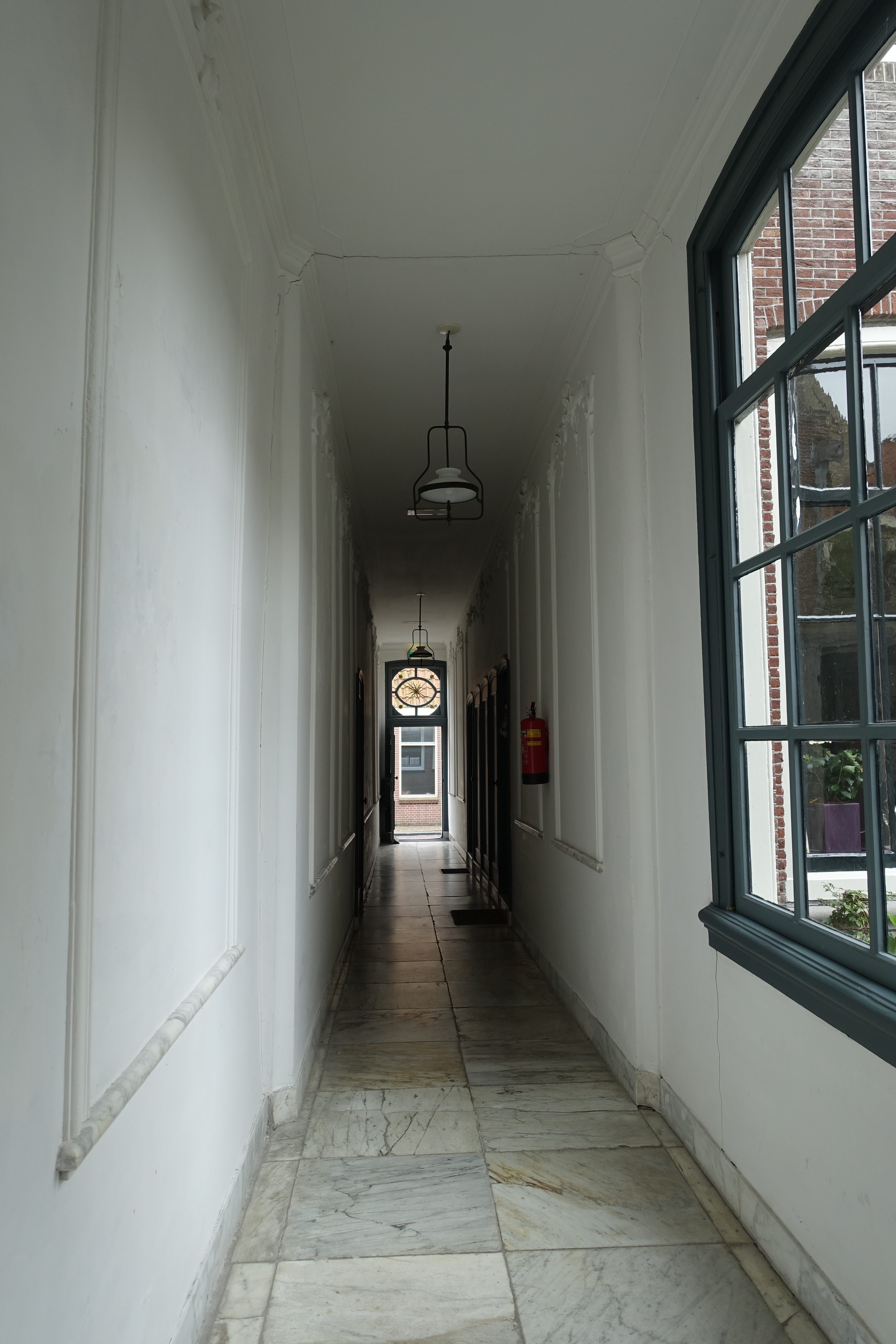
Hal in het pand Torenstraat 40